# Lavning
Lavning er i geografi et område, som ligger lavere end det omgivende terræn.
På kort med højdekoter er en lavning ofte angivet med et kryds i kotens farve.
| Geografi/geologi | Spire Denne artikel om geografi er en spire som bør udbygges. Du er velkommen til at hjælpe Wikipedia ved at udvide den. |